# Арзамас (футбольний клуб)
Футбольний клуб «Арзамас» або просто «Арзамас» (рос. Футбольный клуб «Арзамас») — аматорський російський футбольний клуб з однойменного міста Нижньогородської області, заснований 1990 року. У 2018 році об'єднався з клубом «Шахтар» (Арзамас).

## Хронологія назв
- 1990—1991 — «Знамя»
- 1992—1999 — «Торпедо»
- 2002—2009 — «Дружба»
- 2009—2010 — «Дружба-ТДД»
- 2011—2017 — ФК «Арзамас»

## Історія
У 1990—1991 роках під назвою «Знамя» грав у другій нижчоій лізі СРСР (3-є місце в 5-й зоні в 1990 році і 12-е місце в 7-й зоні в 1991 році), а також брав участь у Кубку РРФСР для команд другої ліги.
Протягом восьми сезонів (1992—1999) брав участь у першості Росії в першій і другій лігах під назвою «Торпедо». Найкраще досягнення — 14 місце в першій лізі у 1995 році. У тому ж році команда дісталася до 1/4 фіналу Кубка Росії, де програла «Аланії» з рахунком 0:3. Роком раніше дійшла до 1/8 фіналу, де поступилася московському «Динамо» — 0:2. Після закінчення сезону-тисячі дев'ятсот дев'яносто дев'ять клуб був розформований.
Також існувала грала на регіональному рівні (клубна) команда «Торпедо» Арзамас (називалася також ФК «Арзамас» та «Дружба»), яка в 1991 році брала участь у Кубку СРСР серед команд КФК — дворазовий переможець чемпіонату Нижньогородської області (1991, 1994) та триразовий володар кубка Нижегородської області (1991, 1994 і 1999).
У 2002 році клуб був відроджений на базі клубної команди і в 2002—2004 роках взяв участь в аматорській першості Росії (серед команд КФК) під назвою «Дружба».
Надалі команда брала участь в регіональних змаганнях.
За підсумками сезону 2017 року посіла останнє 11-е місце у вищій лізі чемпіонату Нижньогородської області. У квітні 2018 року клуб увійшов до структури пешеланського «Шахтаря», який переїхав в Арзамас, та перетворився на його дублюючий склад («Шахтар-Д» сезон 2018 року провів у першій лізі першості Нижньогородської області).

## Статистика виступів

### У першості СРСР
| Сезон | Ліга/Дивізіон    | Зона | Місце |
| ----- | ---------------- | ---- | ----- |
| 1990  | Друга нижча ліга | 5    | 1     |
| 1991  | Друга нижча ліга | 7    | 12    |

### У першості та кубку Росії
| Сезон | Ліга/Дивізіон               | Зона       | Місце | Кубок | Примітки               |
| ----- | --------------------------- | ---------- | ----- | ----- | ---------------------- |
| 1992  | Друга ліга                  | 4          | 4     | 1/256 |                        |
| 1993  | Друга ліга                  | 3          | 1     | 1/8   |                        |
| 1994  | Друга ліга                  | Центр      | 2     | 1/4   | Вихід у Першу лігу     |
| 1995  | Перша ліга                  | Перша ліга | 14    | 1/64  |                        |
| 1996  | Перша ліга                  | Перша ліга | 18    | 1/32  | Вибування у Другу лігу |
| 1997  | Друга ліга/ Другий дивізіон | Центр      | 6     | 1/256 |                        |
| 1998  | Друга ліга/ Другий дивізіон | Поволжя    | 5     | 1/128 |                        |
| 1999  | Друга ліга/ Другий дивізіон | Поволжя    | 18    | 1/256 | Розформований          |

## Відомі гравці
- Михайло Рижов
- Дмитро Гадалов
- Дмитро Голубєв
- Ігор Горєлов
- Сергій Дементьєв
- Роман Євменьєв
- Анатолій Каніщев
- Володимир Кураєв
- Віталій Літвінов
- Сергій Уланов
- Валерій Фролов
- Олександр Щукін
- Едуард Новожилов
- Сергій Шевцов

## Відомі тренери
- 1992—1995 Володимир Дергач
- 1996, 1998, 2001—2009 Валерій Тихонов
- 1996—1997 Валерій Сінау
- 1998 Володимир Інютін
- 1999 Юрій Камардін
- 1999 Олександр Платоничев